# Chalinula variabilis
Chalinula variabilis är en svampdjursart som först beskrevs av Thiele 1905.  Chalinula variabilis ingår i släktet Chalinula och familjen Chalinidae. Inga underarter finns listade i Catalogue of Life.